# Førstehjælp
Førstehjælp er den hjælp almindelige mennesker kan give en tilskadekommen før fagfolk kan overtage behandlingen i ambulancen og på hospitalet.
Hjælpen kan grundlæggende opdeles i to store hovedpunkter: Livreddende førstehjælp og almindelig førstehjælp.
Livreddende førstehjælp er den førstehjælp, der skal ydes med det samme og uden tøven for at redde livet på den tilskadekomne. Almindelig førstehjælp er at behandle ikke-livstruende tilstande og er også behandling af f.eks små snitsår og hudafskrabninger, som vi alle gør i det daglige.
I Danmark faldert ca. 5.000 om med hjertestop hvert år. Ca. 14% overlever i dag et hjertestop.

## Førstehjælpens hovedpunkter
Førstehjælpen kan opdeles i fire hovedpunkter, som sikrer den optimale hjælp::
1. Stands ulykken
2. Giv livreddende førstehjælp
3. Alarmering til 1-1-2
4. Giv almindelig førstehjælp

Disse fire punkter er meget vigtige, den tilskadekomnes liv kan være direkte afhængig af at førstehjælpen gribes an på denne måde.
Fra begyndelsen af 2016 er det besluttet "... at organisationer og bogudgivere fremover vil kunne vælge mellem 'Førstehjælpens fire hovedpunkter' i EFAM-versionen, (Skab sikkerhed, vurder personen, tilkald hjælp, giv førstehjælp) og ’Førstehjælpens 3 hovedpunkter ved ulykker’. ..." som er:
1. Skab sikkerhed
2. Giv førstehjælp
3. Tilkald hjælp

### 1. Stands ulykken
Først og fremmest skal man bevare roen og få et overblik over, hvad der er sket. Dermed kan man iværksætte de nødvendige tiltag for at forhindre flere ulykker eller, at den tilskadekomnes tilstand forværres.
Det er derfor vigtigt, at
Dette kan gøres ved f.eks. slukke ild i personens tøj, eller at slæbe personen væk fra noget der brænder. Ved et færdselsuheld kan det være nødvendigt at stoppe færdslen, så der ikke sker flere uheld. Ved nedstyrtninger kan det være nødvendigt at flytte personen, hvis der er fare for yderligere nedstyrtning.

### 2. Livreddende førstehjælp
Se også: Trinvis førstehjælp til bevidstløse
Livreddende førstehjælp er den hjælp, der skal gives med det samme når en tilskadekommen er i livsfare. Den er altid nødvendig ved kraftige/større blødninger, der skal standes, samt når den tilskadekomne ikke trækker vejret.
Den livreddende hjælp kan også være en del af det første punkt om at standse ulykken – f.eks. ved drukning eller røgforgiftning. Således skal man fjerne personen fra det farlige element.
Hvis personen er stukket med en genstand – f.eks. kniv eller skruetrækker – er det vigtigt ikke at fjerne den. Det kan ofte påføre yderligere skade at trække den ud. Derudover kan den sidde på en sådan måde, at den forhindrer en indre blødning.

### 3. Alarmering til 112
Ved alarmering er det meget vigtigt at man er beredt på at svare på alarmoperatørens spørgsmål. Disse vil typisk være:
1. Hvor er det sket?
2. Hvad er der sket?
3. Hvormange der er kommet tilskade?
4. Hvilket telefonnummer ringer du fra?

Vær så kort, men præcis ved alarmering, som det kan lade sig gøre. Det er også alarmcentralens pligt at oplyse om, hvor der eventuelt er en hjertestarter.
Det er også vigtigt, at fortælle et telefonnummer, som alarmcentralen kan ringe til, hvis f.eks. ambulancen ikke kan finde stedet. Ligeledes skal man være opmærksom på, alarmcentralen dækker et stort område og det samme vejnavn kan findes i flere forskellige kommuner. Det optimale vil derfor være vejnavn, husnummer og kommune.
Hvis det er muligt, så bør man også sørge for, at en person kan stå i vejkanten og tage imod hjælpen.

### 4. Giv almindelig førstehjælp
Den almindelige førstehjælp kan bestå i at tilse de personer, som måske ikke er kommet særligt slemt tilskade. Nogle vidner kan muligvis have behov for at snakke om det de har oplevet.
Det er dog vigtigt ikke at glemme den eller de personer man har udført livreddende førstehjælp på, da tilstanden hurtigt kan forværres. Hvis det er muligt forsøg også at dække tilskadekomne med et tæppe eller lagen, så de ikke fryser. Få dem også gerne ind i læ fra vind og vejr.
Ligeledes kan det virke beroligende blot at fortælle, at man har ringet 112 og hjælpen dermed er på vej.

## Trinvis førstehjælp til bevidstløse
Førstehjælpen til bevidstløse personer følger de almindelige fire af førstehjælpens hovedpunkter. Der er dog ved en særlig fremgangsmåde ved den livreddende førstehjælp (A-B-C), som du bør følge. Se diagrammet. Af diagrammet fremgår det, at man skal placere folk ved bevidsthed i "Aflåst sideleje" - dette er af to årsager ikke korrekt. For det første er betegnelsen i dag "Stabilt sideleje" dette er ikke blot en ændring af betegnelsen, men rent faktisk også af selve lejringen. For det andet er "Stabilt sideleje" møntet på bevidstløse med en normal vejrtrækning. Taler vi f.eks. om en astmatiker eller en person med et andet respiratorisk problem. Vil det ikke være hensigtsmæssigt og formodentlig heller ikke muligt, at placere denne person i denne lejring. Personen vil blive unødigt fysisk belastet og stritte i øvrigt imod denne lejring.
1: Er personen bevidstløs?
Hvis ja: Råb på hjælp/assistance;
2: Skab frie luftveje. ("A" for airways)
3: Er der normal vejrtrækning? ("B" for breathing)
Hvis nej (klinisk hjertestop): Alarmer 1-1-2.
4: Påbegynd hjerte-lungeredning. (B + "C" for cirkulation)

### Skab frie luftveje
Hvis personen ikke allerede ligger på ryggen, så læg vedkommende ned. Sørg for at fjerne alt hvad der evt. strammer om halsen (f.eks halstørklæde). Fjern evt. opkast og løse tænder (proteser/udslåede tænder) fra munden. Tag fat om personens hoved og bøj det bagover indtil der kan mærkes en naturlig modstand og støt herefter hovedet i denne stilling. Løft personens underkæbe frem og opad for at skabe bedst mulig luftpassage.
Fremmedlegemer i munden/svælget fjernes kun, hvis man er sikker på man kan få fat i det med fingrene. Som udgangspunkt: Put aldrig fingrene i munden på personen.
Nu undersøges det, om vedkommende trækker vejret. Dette gøres efter "se-føl-lyt"-metoden: Placer øret over personens mund, så man kigger på den bevidstløses brystkasse. Hvis der er vejrtrækning kan dette føles/høres i øret, desuden kan man se, at brystkassen hæver og sænker sig. (Der bruges 10 sekunder på at undersøge evt. vejrtrækning)

### Kunstigt åndedræt og hjertemassage
Såfremt personen stadig ikke trækker vejret, når der er opnået frie luftveje, har patienten klinisk hjertestop.
Er der ikke tilkaldt hjælp (kaldt 1-1-2) skal det gøres nu!
Der gives kunstigt åndedræt og hjertemassage (hjerte-lunge-redning):
Hvad enten man er alene eller flere, gives til voksne personer 30:2. Det betyder:
Giv 30 tryk på brystkassen, midt på brystbenet, og giv efterfølgende 2 indblæsninger.
Brystkompressionerne foretages i et tempo, der svarer til 100 tryk/minut. Tryk 4-5 cm. ned.
Indblæsningerne gives stille og roligt gennem personens mund, hvis dette ikke er muligt da bruges næsen. Husk frie luftveje (se tidligere).
Gentag kompressioner og indblæsninger i rytmen 30:2 til ambulancemandskab tager over, personen begynder at trække vejret selv – eller man simpelthen ikke har flere kræfter. Såfremt en læge erklærer personen for død stoppes hjælpen ligeledes.
Er man flere personer byttes plads (kompressioner og indblæsning) hvert andet minut.

### Stabilt sideleje
Stabilt sideleje er en særlig liggestilling, der sikrer frie luftveje, at personen ikke ruller rundt, samt evt. opkast ikke blokerer luftvejene. Den benyttes når en bevidstløs person selv trækker vejret.
(erstatter aflåst sideleje).

## Livreddende førstehjælp

### Større blødninger
Kraftige livstruende blødninger opdeleles i to hovedgrupper: Arterieblødninger og Veneblødninger.

Arterieblødning er blødning fra en arterie(pulsåre) som fører blodet fra hjertet og ud i kroppen. Blodet pumpes af hjertet gennem åren med hjertes slag, der kan mærkes som pulsslag ved at lægge fingrene på en arterie(nemmest på hals eller håndled). Rives eller skæres en arterie over vil blodet sprøje ud i takt med hjertes pumpen, og der vil hurtigt mistets meget blod.
Veneblødning er blødning fra en vene (returåre) der fører blodet fra kroppen og tilbage til hjertet. Rives eller skæres en vene over flyder blodet i en jævn strøm og kan godt være kraftig så man i løbet af kort tid mister meget blod.
Standsning af større blødninger

Ved en voldsomt sprøjtende arterieblødning er der ikke megen tid at spilde så led ikke efter forbindinger men tryk med det samme en tommelfinger ned i såret på det sted, hvor blodet sprøjter fra. Hvis den tilskadekomne står op, så læg vekommende ned og hold trykket på såret til lægehjælpen/ambulancen når frem.

Ved alle andre større blødninger uanset om det er arterie eller veneblødning lægges den tilskadekomne ned og det blødende sted løftes op, derved standser det meste af blødningen og anlæg til sidst en stram forbinding, evt. en trykforbinding hvis nødvendigt.

## Almindelig førstehjælp
Når først du har givet livredende førstehjælp og har fået tilkaldt hjælp er det tid til at se på om der er nogen der har brug for almindelig førstehjælp.

### Sår
Blandt de sår man oftest kommer ud for at skulle behandle er følgende:
- Snitsår, Et skarpkantet sår, hvor sårkanterne passer sammen, er som regel let at rense.
- Stiksår, der er ofte kun et mindre sår i selve huden også selv om der er stukket dybt, er vanskeligt at rense.
- Hudafskrabninger, en afskrabning af en del af overhuden, det er ofte meget snavset.
- Knusningssår, sårkanter og omkringliggende væv er beskadiget, det er vanskeligt at rense.

Er et sår mere end 5 mm dybt skal man søge lægebehandlig for at sikre at der ikke er sket skade på sener eller nerver, eller ved stiksår på indre organer.
Den vigtigste behandling af mindre sår er en korrekt og grundig sårrensning med det samme skaden er sket.
Først fjernes evt. større fremmedlegemer i såret med et pincet, hvorefter såret vaskes grundigt med vand og sæbe, er det en hudafskrabning bruges neglebørste til rensningen, så alle småsten m.v. kommer ud.
Når såret er rent skylles det i rindende koldt vand, duppes tørt og der lægges en steril forbinding eller sættes plaster på, alt efter størrelse. Ved hudafskrabninger skal man undlade at forbinde hvis muligt da det heler hurtigst i fri luft.
Sørg derefter for at holde såret tørt og rent.

### Vabler
Vabler opstår når huden bliver irriteret, fordi noget gnaver på det samme sted i længere tid. Det mest almindelige er vabler på fødderne under vandreture, men de opstår også på bl.a. hænderne når man bruger værktøj eller binder meget.
Stop op når du mærker noget er galt, og ser huden irriteret ud uden vabeldannelse, så sæt et stykke plaster (uden gaze) på området, det fungerer så som en slags ekstra lag hud.
Er der først opstået en vabel behandles den efter følgende punkter:
1. Vask først vablen og den omkringliggende hud forsigtigt.
2. Stik hul (eller skær) på vablen.
3. Pres al væsken ud af vablen.
4. Sæt plaster (med gaze) på og sørg for at det ligger helt glat.
5. Skift plasteret 1-2 gange om dagen.
6. Vask grundigt hver gang der skiftes.

Vabler kan være særdeles generende, specielt under vandreture. Man skal derfor først og fremmest undgå at de opstår. Før længere vandreture bør man derfor:
- Gå flere småture iført det fodtøj du vil bruge på selve traveturen for at sikre at det er gået ordentligt til og ikke gnaver nogen steder.
- Brug altid fodtøj der sidder godt fast på foden.
- Brug bomulds- eller uldstrømper/sokker, der passer godt til foden og er uden stopninger.
- Brug 2 par på hver fod så sker mange gnidninger mellem strømperne og ikke mellem strømpe og hud.

### Forfrysninger
Ved stærk kuldepåvirkning af huden (ubeskyttede dele af ansigt, hænder og fødder) kan der opstå en forfrysning. Ved forfrysninger bliver huden voksagtig, bleg og til sidst hård. Faren ved forfrysninger er at følelsen forsvinder, så det gør ikke ondt. Efter optøning kan der udvikle sig blærer, der senere bliver til sorte og tørre skorper fordi vævet er dødt.
Forfrysninger kan opdeles i 3 grader:
1. grad: giver hvidt følelsesløst område i overhuden
2. grad: giver hvid og hårdere hud på mere udbredt område, der dannes ofte vebler under optøningen.
3. grad: giver hvidt og hårdt væv og hvis man banker på det lyder det i værste fald som at banke på et stykke træ. Vævet er dødt og bliver svampet ved optøning.

Førstehjælp består i alle tre tilfælde af optøning i 38 grader varmt vand, vær opmærksom på at der kommer kraftige smerter under optøningen. Nå huden atter er rød lægges en steril forbinding på og bør ikke udsættes for tryk eller kulde før det er helt lægt igen.
Ved 2. og 3. grads forfrysninger skal man straks søge lægebehandling.

### Stik og bid
Det er næsten ikke til at undgå at få insektbid i løbet af sommeren, de fleste kan nøjes med de irriterende myggestik, mens andre også må døje med et hvepse/bi stik.
Myggestikkene forsvinder forholdsvis hurtigt, men der findes mennesker der er ovefølsomme og reagerer meget voldsomt med store hævelser, de er ubehagelige men sjældent farlige.
Bi- og hvepsestik kan derimod være farlige for dem der er overfølsomme overfor giften i brodden og reagerer meget kraftigt, i enklete tilfælde dør man af det. Dem der er overfølsomme overfor giften ved det mange gange selv, og medbringer ofte selv medicin imod giften, de skal dog hurtigst muligt til læge, hvis der skulle komme komplikationer. Er det et bistik skal man altid sørge for at få brodden ud, da den bliver ved med at pumpe gift ind i huden.

Ved stik i mund og hals skal man altid søge læge hurtigst muligt, da eventuelle hævelser kan hindre vejrtrækningen. Har man isklumper i nærheden så lad den stukne sutte på dem da det mindsker hævelsen.
Hugormebid forekommer kun sjældent og dens gift er ikke specielt farlig for raske voksne mennesker. Er man blevet bidt skal man dog søge læge med det samme og den bidte skal holde sig mest muligt i ro, specielt stedet omkring biddet skal holdes i ro.
Fjæsingestik kommer af en fisk der lever i danske farvande, i juli/august søger de ind til lavt vand ved kysterne, hvor de ligger nedgravede i sandet og derfor ikke er til at få øje på når man bader. Den har giftige pigge på rygfinnen og gællerne.
Bliver man stukket af en fjæsing skal man holde benet i ro og straks søge læge. Der opstår en kraftig hævelse på stikstedet og det kan være ret smertefuldt. Man kan begrænse giftvirkningen med varmt vand.
Ved alle former for stik / bid osv vær der opmærksom på tegn på ANAFYLAKTISK Shock.
Viser personen tegn på dette TILKALD EN AMBULANCE.
Symptomerne på shock er: Bleg, Kold og klamsvedende.

## Fodnoter
1. ↑  "Hjertestartere og genoplivning". Sundhedsstyrelsen. Hentet 6. november 2023. (Webside ikke længere tilgængelig)
2. ↑  Hjerte112 (6. november 2023). "Førstehjælp | Førstehjælpens grundprincipper". https://hjerte112.dk/. Hjerte112.dk. Hentet 6. november 2023. {{cite web}}: Ekstern henvisning i |website= (hjælp)CS1-vedligeholdelse: url-status (link)
3. ↑  "Revision af førstehjælpens hovedpunkter". Førstehjælpsråd.dk. 4. januar 2016. Arkiveret fra originalen 4. november 2016. Hentet 1. juni 2017.
4. ↑  "Førstehjælp ABC". Dansk Røde Kors. Hentet 1. juni 2017. (Webside ikke længere tilgængelig)
5. ↑  Lippert, Freddy K.; Torp-Pedersen, Christian (2003). "Orientering fra Dansk Råd for Genoplivning. Anbefaling om ventilationsmetoder ved basal genoplivning af voksne". Ugeskrift for Læger. 165 (45). (Webside ikke længere tilgængelig)